# Rilevamento di oggetti

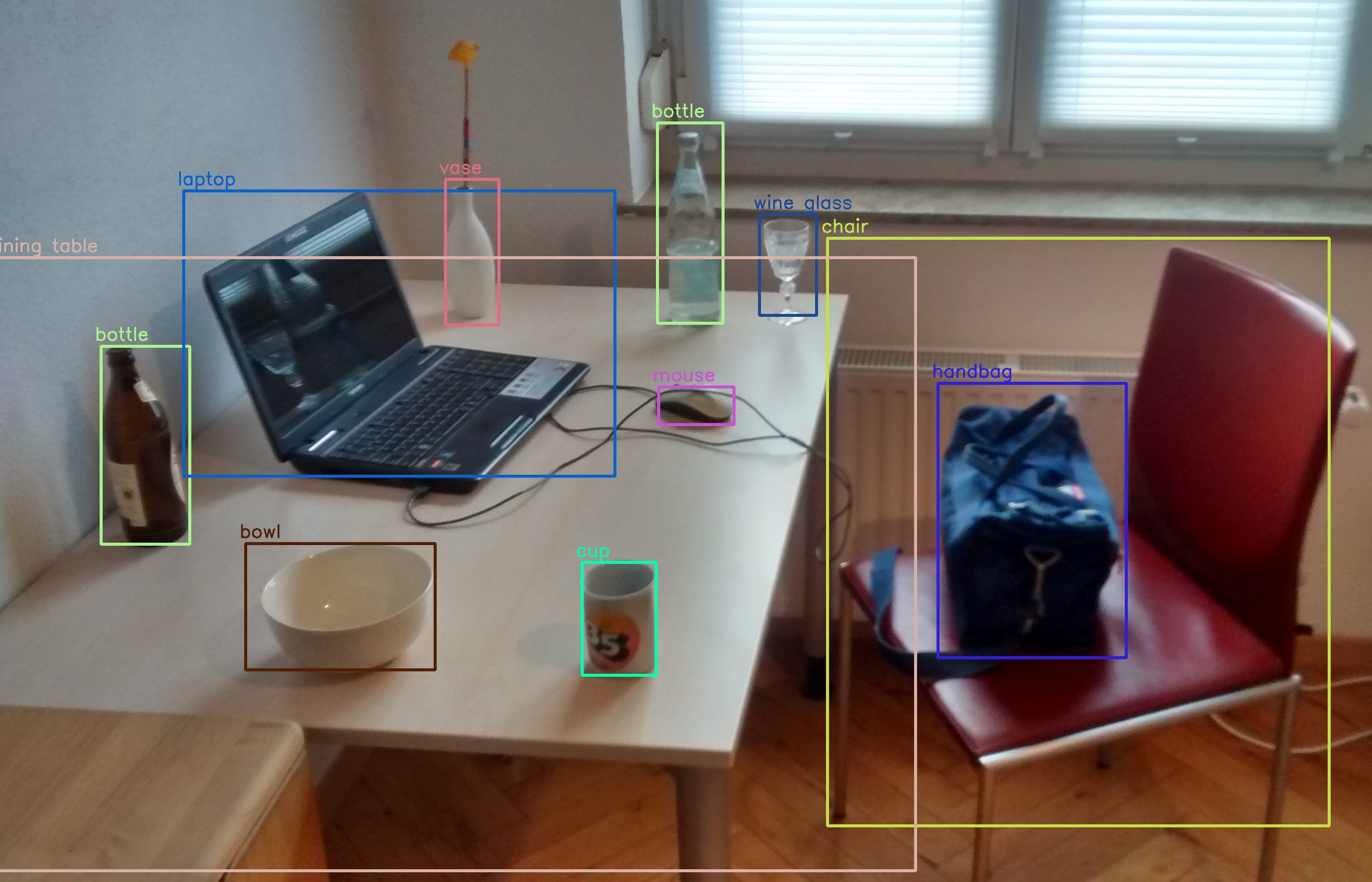
Oggetti rilevati con il modulo Deep Neural Network (dnn) della libreria OpenCV utilizzando un modello YOLOv3 addestrato su set di dati COCO in grado di rilevare 80 tipi comuni di oggetti

Il rilevamento di oggetti (o localizzazione di oggetti) è una tecnologia informatica nel campo di studio della visione artificiale. Il rilevamento d'oggetti permette di localizzare occorrenze di oggetti predeterminati (facce, pedoni, animali, automobili) all'interno di immagini digitali e video.

## Definizione
Data una o più classi di oggetto da riconoscere (ad es. pallone da calcio, motorino, albero) e data un'immagine digitale, il rilevamento d'oggetti è il compito di trovare tutte le occorrenze di quegli all'interno dell'immagine. Nello specifico si chiede di trovare il rettangolo che delimita il contorno dell'oggetto localizzato. Se il problema richiede di rilevare classi differenti di oggetto, allora il programma dovrà anche spiegare quale classe di oggetto si trovi dentro al rettangolo.

## Usi

Rilevamento di oggetti su una strada

Il rilevamento di oggetti all'interno di un'immagine è ampiamente utilizzato in varie tecnologie di visione artificiale. Ad esempio il riconoscimento facciale richiede prima di localizzare il viso all'interno dell'immagine, solo a questo punto il viso può essere ricondotto ad un viso conosciuto. Un'applicazione software che analizza una partita di calcio, richiede di seguire la posizione della palla in ogni istante della partita.

## Leggi anche
- Visione artificiale
- Rete neurale convoluzionale
- Caratteristiche (visione artificiale)